# يان فلمنج (ممثل)
يان فلمنج (بالإنجليزية: Ian Fleming)‏ هو ممثل أسترالي، ولد في 10 سبتمبر 1888 بملبورن في أستراليا، وتوفي في 1969 بلندن في المملكة المتحدة.

## أعمال

### أفلام
- (1930) مدرسة الفضائح

## وصلات خارجية
- يان فلمنج على موقع IMDb (الإنجليزية)
- يان فلمنج على موقع ألو سيني (الفرنسية)
- يان فلمنج على موقع أول موفي (الإنجليزية)
- يان فلمنج على موقع قاعدة بيانات الأفلام السويدية (السويدية)
- يان فلمنج على موقع كينوبويسك (الروسية)